# Radim Nyč
Radim Nyč (Liberec, Checoslovaquia, 11 de abril de 1966) es un deportista checoslovaco que compitió en esquí de fondo. 
Participó en dos Juegos Olímpicos de Invierno, en los años 1988 y 1992, obteniendo una medalla de bronce en Calgary 1988, en la prueba de relevo (junto con Václav Korunka, Pavel Benc y Ladislav Švanda). Ganó una medalla de bronce en el Campeonato Mundial de Esquí Nórdico de 1989, en la misma prueba.

## Palmarés internacional
| Juegos Olímpicos   | Juegos Olímpicos  | Juegos Olímpicos  | Juegos Olímpicos |
| Año                | Lugar             | Medalla           | Prueba           |
| ------------------ | ----------------- | ----------------- | ---------------- |
| 1988               | Calgary (Canadá)  | Medalla de bronce | Relevo 4 × 10 km |
| Campeonato Mundial |                   |                   |                  |
| Año                | Lugar             | Medalla           | Prueba           |
| 1989               | Lahti (Finlandia) | Medalla de bronce | Relevo 4 × 10 km |